# Turbinicarpus ysabelae
Turbinicarpus ysabelae (Werderm.) John & Riha es una especie fanerógama perteneciente a la familia Cactaceae. 

## Distribución
Es endémica de Tamaulipas en México. Su hábitat natural son los áridos desiertos.  Es una especie rara en la vida silvestre.

## Descripción
Es una planta perenne carnosa y globosa con tallos armados de espinas, de color verde y con las flores de color blanco. 

## Nombre común
- Español: Biznaguita

## Sinonimia
- Thelocactus ysabelae
- Gymnocactus ysabelae
- Pediocactus ysabelae